# Phlaeoba brachyptera
Phlaeoba brachyptera är en insektsart som beskrevs av Andrew Nelson Caudell 1921. Phlaeoba brachyptera ingår i släktet Phlaeoba och familjen gräshoppor. Inga underarter finns listade i Catalogue of Life.